# Nathan Larson
Nathan Larson (Maryland, 12 settembre 1970) è un musicista e compositore statunitense.

## Filmografia parziale

### Cinema
- Boys Don't Cry, regia di Kimberly Peirce (1999)
- Tigerland, regia di Joel Schumacher (2000)
- Storytelling, regia di Todd Solondz (2001)
- Lilja 4-ever, regia di Lukas Moodysson (2002)
- Piccoli affari sporchi (Dirty Pretty Things), regia di Stephen Frears (2002)
- The Woodsman - Il segreto (The Woodsman), regia di Nicole Kassell (2004)
- Una canzone per Bobby Long (A Love Song for Bobby Long), regia di Shainee Gabel (2004)
- Palindromes, regia di Todd Solondz (2004)
- Little Fish, regia di Rowan Woods (2005)
- Soffocare (Choke), regia di Clark Gregg (2008)
- Land Shark - Rischio a Wall Street (August), regia di Austin Chick (2008)
- Un soffio per la felicità (Like Dandelion Dust), regia di Jon Gunn (2009)
- Oltre le regole - The Messenger (The Messenger), regia di Oren Moverman (2009)
- Trust, regia di David Schwimmer (2010)
- Margin Call, regia di J. C. Chandor (2011)
- Quell'idiota di nostro fratello (Our Idiot Brother), regia di Jesse Peretz (2011)
- Silent House, regia di Chris Kentis e Laura Lau (2011)
- La verità su Emanuel (The Truth About Emanuel), regia di Francesca Gregorini (2013)
- God's Pocket, regia di John Slattery (2014)
- Uniti per sempre (The Skeleton Twins), regia di Craig Johnson (2014)
- A spasso nel bosco (A Walk in the Woods), regia di Ken Kwapis (2015)
- Juliet, Naked - Tutta un'altra musica (Juliet, Naked), regia di Jesse Peretz (2018)
- The Parenting, regia di Craig Johnson (2025)

### Televisione
- The Deal - film TV, regia di Stephen Frears (2003)
- Show Me a Hero - miniserie TV, 6 puntate (2015)
- High Fidelity - serie TV, 10 episodi (2020)